# Vračam se domov 2 (album)
Vračam se domov 2 je album ansambla Tonija Verderberja, ki je bil izdan leta 1988 pri založbi Studio D. Album ima ime po prejšnjem albumu. Skladbe na tem albumu so enake kot na prejšnjem in se razlikujejo v tem, da so drugačni aranžmaji. Dodana je nova pesem Semiška gora. Album je bil posnet v studiu Pasadena in izdan kot avdiokaseta. To je njihov drugi studijski album.
Fotografijo za naslovnico albuma je fotografiral Marko Kobe. 

## Snemalna zasedba
Glavni vokal in harmoniko je snemal Toni Verderber, spremljevalni vokal in ritem kitaro Jože Kastelec, bas kitaro Jože Podbevšek, tamburico Silvester Mihelčič ml., trobento Tone Kralj, klaviature in palčke Tomaž Maras.

## Seznam pesmi
| Stran A | Stran A                           | Stran A  | Stran A      | Stran A |
| Št.     | Naslov                            | Besedilo | Glasba       | Dolžina |
| ------- | --------------------------------- | -------- | ------------ | ------- |
| 1.      | „Vračam se domov‟                 | F. Požek | T. Verderber | 2:45    |
| 2.      | „Sem jo stisnil‟                  | F. Požek | T. Verderber | 2:57    |
| 3.      | „Nemirno dekle‟                   | F. Požek | T. Verderber | 2:18    |
| 4.      | „Vsi na ples‟                     | F. Požek | T. Verderber | 2:20    |
| 5.      | „Zadovoljni ribič‟ (instrumental) |          | T. Verderber | 2:32    |
| 6.      | „Oglas‟                           | F. Požek | T. Verderber | 2:08    |

| Stran B         | Stran B                         | Stran B         | Stran B         | Stran B |
| Št.             | Naslov                          | Besedilo        | Glasba          | Dolžina |
| --------------- | ------------------------------- | --------------- | --------------- | ------- |
| 1.              | „Grem na prejo‟                 | F. Požek        | T. Verderber    | 2:20    |
| 2.              | „Semiška gora‟                  | T. Gašperič     | S. Mihelčič     | 2:25    |
| 3.              | „Beli kamen ljubezni‟           | F. Požek        | T. Verderber    | 2:28    |
| 4.              | „Ples vetra‟ (instrumental)     |                 | T. Verderber    | 2:43    |
| 5.              | „Pomladni večer‟                | F. Požek        | T. Verderber    | 2:45    |
| 6.              | „Jožetova polka‟ (instrumental) |                 | T. Verderber    | 2:22    |
| Skupna dolžina: | Skupna dolžina:                 | Skupna dolžina: | Skupna dolžina: | 30:03   |